# CONIFA-Europafußballmeisterschaft 2015
Die CONIFA-Europafußballmeisterschaft 2015 (englisch 2015 CONIFA Europe Football Cup) war die erste Ausgabe der CONIFA-Europafußballmeisterschaft, eines internationalen Fußballturniers für europäische Staaten, Minderheiten, staatenlose Völker und Regionen, die nicht Mitglied der FIFA sind. Das Turnier wird von der Confederation of Independent Football Associations (CONIFA) ausgetragen und darf aus lizenzrechtlichen Gründen nicht Fußballeuropameisterschaft heißen. Gastgeber des Turniers war die ungarische Stadt Debrecen.

## Gastgeber
Drei CONIFA-Mitglieder bewarben sich 2014 um die Austragung der ersten CONIFA-Europafußballmeisterschaft. Im August wurde bekannt gegeben, dass Abchasien und Bergkarabach ihre Bewerbungen aus organisatorischen Gründen zurückgezogen haben und der Wettbewerb somit von der Ellan Vannin ausgetragen wird. Alle Spiele sollten im Stadion The Bowl in der Hauptstadt Douglas ausgetragen werden. Im Februar 2015 wurde bekanntgegeben, dass aufgrund höherer erwarteter Zuschauerzahlen eine Unterbringung, sowie der Transport von Fans in Douglas nicht gewährleistet werden kann. Daher sollen die Gruppenphase und die Platzierungsrunde in zwei Londoner Stadien verlegt werden. Am 15. März wiederum wurden aufgrund von organisatorischen und finanziellen Problemen die Austragerechte von der Ellan Vannin an das Szeklerland übertragen, die nun eine Austragung in Budapest organisieren sollten. Im April wurde schließlich die Verlegung nach Debrecen bekanntgegeben.
| \| Debrecen \| |
| Debrecen       |

| Debrecen |

## Teilnehmer
Ursprünglich waren zwölf Teilnehmer geplant. Der zwölfte Teilnehmer wurde am 5. Januar 2015 bekanntgegeben. Die zwölf Mannschaften waren:
- Ellan Vannin
- Grafschaft Nizza
- Abchasien
- Republik Arzach
- Südossetien
- Okzitanien
- Roma
- Franken
- Sápmi
- Nordzypern
- Szeklerland
- Padanien

Am 8. Januar wurden die Lostöpfe bekannt gegeben, die dafür sorgen sollen, dass möglichst alle Gruppen dieselbe Stärke haben. Folgende Lostöpfe wurden erstellt:
| Topf 1           | Topf 2          | Topf 3      |
| ---------------- | --------------- | ----------- |
| Okzitanien       | Ellan Vannin    | Franken     |
| Padanien         | Republik Arzach | Südossetien |
| Grafschaft Nizza | Abchasien       | Sápmi       |
| Nordzypern       | Szeklerland     | Roma        |

Am 25. März wurden die vier Dreiergruppen ausgelost. Losfee war der ehemalige englische Nationalspieler Robbie Fowler. Dabei sah die ursprüngliche Losung folgendermaßen aus:
| Gruppe A        | Gruppe B         | Gruppe C    | Gruppe D    |
| --------------- | ---------------- | ----------- | ----------- |
| Padanien        | Grafschaft Nizza | Nordzypern  | Okzitanien  |
| Republik Arzach | Ellan Vannin     | Abchasien   | Szeklerland |
| Franken         | Roma             | Südossetien | Monaco      |

Die samische Mannschaft war hier bereits durch Monaco ersetzt worden.
Am 27. April wurde der Spielplan bekanntgegeben, wobei offensichtlich wurde, dass auch Franken, Bergkarabach und Monaco ihre Teilnahme zurückgezogen hatten. Nunmehr waren also drei Gruppen à drei Teams vorgesehen.
| Gruppe A    | Gruppe B         | Gruppe C    |
| ----------- | ---------------- | ----------- |
| Okzitanien  | Grafschaft Nizza | Nordzypern  |
| Padanien    | Ellan Vannin     | Abchasien   |
| Szeklerland | Roma             | Südossetien |

Nach dem neuen Modus sollte der Wettbewerb nun so aussehen:
Spiel um Platz 9
- Schlechtester Gruppendritter – Mittlerer Gruppendritter

Spiel um Platz 7
- Bester Gruppendritter – Sieger Spiel um Platz 9

Spiel um Platz 5
- Mittlerer Gruppenzweiter – Schlechtester Gruppenzweiter

Halbfinale 1
- Mittlerer Gruppenerster – Schlechtester Gruppenerster

Halbfinale 2
- Bester Gruppenerster – Bester Gruppenzweiter

Spiel um Platz 3
- Verlierer Halbfinale 1 – Verlierer Halbfinale 2

Finale
- Gewinner Halbfinaler 1 – Gewinner Halbfinale 2

Im Mai gab die CONIFA bekannt, dass auch Okzitanien seine Teilnahme abgesagt hat. Damit wurden nun folgende Gruppen gebildet:
| Gruppe A     | Gruppe B         |
| ------------ | ---------------- |
| Padanien     | Grafschaft Nizza |
| Abchasien    | Nordzypern       |
| Ellan Vannin | Südossetien      |
| Roma         | Szeklerland      |

Der Modus war nunmehr der folgende:
Spiel um Platz 7
- Vierter Gruppe A – Vierter Gruppe B

Spiel um Platz 5
- Dritter Gruppe A – Dritter Gruppe B

Halbfinale 1
- Erster Gruppe A – Zweiter Gruppe B

Halbfinale 2
- Zweiter Gruppe A – Erster Gruppe B

Spiel um Platz 3
- Verlierer Halbfinale 1 – Verlierer Halbfinale 2

Finale
- Gewinner Halbfinale 1 – Gewinner Halbfinale 2

Bei der Einreise der Teams wurden den Mannschaften aus Abchasien, Südossetien und Nordzypern von den ungarischen Behörden die Visa verweigert, sodass nur noch fünf Mannschaften von den ursprünglich zwölf übrig blieben. Um noch zwei Gruppen zusammenzubekommen, wurde die Mannschaft aus Felvidék, die aus der ungarischen Minderheit in der Slowakei besteht, in die Teilnehmerliste aufgenommen. Die finale Gruppenaufteilung war nun folgende:
| Gruppe A         | Gruppe B     |
| ---------------- | ------------ |
| Grafschaft Nizza | Padanien     |
| Szeklerland      | Ellan Vannin |
| Felvidék         | Roma         |

## Ergebnisse

### Gruppenphase

#### Gruppe A
| Pl. | Land             | Sp. | S | U | N | Tore    | Diff. | Punkte |
| --- | ---------------- | --- | - | - | - | ------- | ----- | ------ |
| 1.  | Grafschaft Nizza | 2   | 2 | 0 | 0 | 007:300 | +4    | 06     |
| 2.  | Felvidék         | 2   | 1 | 0 | 1 | 004:500 | −1    | 03     |
| 3.  | Szeklerland      | 2   | 0 | 0 | 2 | 003:600 | −3    | 0      |

|                                             |   |                  |     |
| Mi., 17. Juni 2015 um 19:30 Uhr in Debrecen |   |                  |     |
| Szeklerland                                 | – | Grafschaft Nizza | 2:3 |
| Do., 18. Juni 2015 um 19:30 Uhr in Debrecen |   |                  |     |
| Felvidék                                    | – | Szeklerland      | 3:1 |
| Fr., 19. Juni 2015 um 18:00 Uhr in Debrecen |   |                  |     |
| Felvidék                                    | – | Grafschaft Nizza | 1:4 |

#### Gruppe B
| Pl. | Land         | Sp. | S | U | N | Tore    | Diff. | Punkte |
| --- | ------------ | --- | - | - | - | ------- | ----- | ------ |
| 1.  | Padanien     | 2   | 2 | 0 | 0 | 004:200 | +2    | 06     |
| 2.  | Ellan Vannin | 2   | 1 | 0 | 1 | 003:200 | +1    | 03     |
| 3.  | Roma         | 2   | 0 | 0 | 2 | 003:600 | −3    | 0      |

|                                             |   |              |     |
| Mi., 17. Juni 2015 um 16:00 Uhr in Debrecen |   |              |     |
| Padanien                                    | – | Roma         | 3:2 |
| Do., 18. Juni 2015 um 16:00 Uhr in Debrecen |   |              |     |
| Roma                                        | – | Ellan Vannin | 1:3 |
| Fr., 19. Juni 2015 um 15:00 Uhr in Debrecen |   |              |     |
| Padanien                                    | – | Ellan Vannin | 1:0 |

### Finalrunde
|  | Halbfinale          | Halbfinale          |                     |       | Finale              | Finale              |
|  |                     |                     |                     |       |                     |                     |
|  | Grafschaft Nizza    | 3                   |                     |       |                     |                     |
|  | Ellan Vannin        | 1                   |                     |       |                     |                     |
|  | 20. Juni – Debrecen |                     |                     |       |                     |                     |
|  |                     |                     | 21. Juni – Debrecen |       |                     |                     |
|  | Grafschaft Nizza    | 1                   |                     |       |                     |                     |
|  |                     | Padanien            | 4                   |       |                     |                     |
|  |                     |                     |                     |       |                     |                     |
|  | Spiel um Platz drei |                     |                     |       |                     |                     |
|  | 20. Juni – Debrecen | 20. Juni – Debrecen | Ellan Vannin        | 1 (5) |                     |                     |
|  | Padanien            | 5                   | Grafschaft Nizza    | 1 (3) |                     |                     |
|  | Felvidék            | 0                   |                     |       | 21. Juni – Debrecen | 21. Juni – Debrecen |

Spiel um Platz 5
 Szeklerland –  Roma 2:4
Fr., 19. Juni 2015, 12:00 Uhr in Debrecen

## Abschlussplatzierungen
| Pl.                               | Land             | Sp. | S | U | N | Tore    | Diff. | Punkte | Effizienz |
| --------------------------------- | ---------------- | --- | - | - | - | ------- | ----- | ------ | --------- |
| 1.                                | Padanien         | 4   | 4 | 0 | 0 | 013:300 | +10   | 12     | 100 %     |
| 2.                                | Grafschaft Nizza | 4   | 3 | 0 | 1 | 011:800 | +3    | 09     | 75,0 %    |
| 3.                                | Ellan Vannin     | 4   | 1 | 1 | 2 | 005:600 | −1    | 04     | 25,0 %    |
| 4.                                | Felvidék         | 4   | 1 | 1 | 2 | 005:110 | −6    | 04     | 25,0 %    |
| Ausgeschieden in der Gruppenphase |                  |     |   |   |   |         |       |        |           |
| 5.                                | Roma             | 3   | 1 | 0 | 2 | 007:800 | −1    | 03     | 33,3 %    |
| 6.                                | Szeklerland      | 3   | 0 | 0 | 3 | 005:100 | −5    | 0      | 0,0 %     |

## Torschützenliste
| #   | Spieler       | Mannschaft       | Tore |
| --- | ------------- | ---------------- | ---- |
| 1.  | F. Delerve    | Grafschaft Nizza | 5    |
| 2.  | M. Prandelli  | Padanien         | 4    |
| 3.  | C. Bass Jr.   | Ellan Vannan     | 2    |
| 3.  | F. de Peralta | Padanien         | 2    |
| 3.  | S. Horváth    | Roma             | 2    |
| 3.  | I. Irhas      | Roma             | 2    |
| 3.  | F. Jones      | Ellan Vannan     | 2    |
| 3.  | Z. Magyar     | Felvidék         | 2    |
| 3.  | S. Magyari    | Szeklerland      | 2    |
| 3.  | J. Olvido     | Roma             | 2    |
| 3.  | S. Tignonsini | Padanien         | 2    |
| 12. | 19 Spieler    | 19 Spieler       | 1    |